# 吳凱聲

吴凯声晚年照片

吳凱聲（1900年—1997年）字闓聲，号丹农，江蘇宜興人，是活躍於1930年代的中國外交家、律師，在第一次国共内战时期大量营救被捕左派人士，如陈独秀子陈延年、廖仲恺子廖承志和陈赓等。

## 生平
吳凱聲1922年畢業於 上海倉聖明智大學 文科，隨後赴法國就讀於巴黎大學，主修法律與政治，並獲得法學博士學位。
1926 年 回中國後，他在上海擔任律師。1928 年，出任上海納稅華人會總事。
此後吳凱聲開始擔任政府要職：
- 1928－1929 年：國民政府外交部秘書[4]。
- 1930－1931 年：國際聯盟全權代表辦事處處長，兼 外交部駐瑞士代辦。
- 1931－1933 年：國際聯盟第十二屆大會代表，兼外交部駐瑞士公使[5]。

1930 年，吳凱聲曾短暫返國，抗戰爆發前，他歷任國民政府外交委員會委員，並擔任私立上海法學院、私立東亞大學校董與教授，同時兼任 中外文化協會理事長。

### 抗戰與汪精衛政權時期
抗戰期間，吳凱聲加入 汪精衛 領導的 中國國民黨（汪派）。
- 1939 年：擔任 中央候補委員。
- 1940 年：進入 南京國民政府（汪精衛政權），擔任考選委員會副委員長、憲政實施委員會委員。
- 1941 年：出任 駐義大利大使。
- 1942 年：擔任駐義大利 兼任 駐克羅埃西亞公使，曾預計擔任駐義大利與西班牙公使但並未到任[8]。
- 1943 年：擔任 接收法國專管租界委員、外交部次長、中央政治委員會最高國防會議副秘書長。
- 1945 年：擔任 撤廢各國在華治外法權委員會委員兼秘書長。

### 中華人民共和國時期
- 1949 年 中華人民共和國成立後，因为抗日时期叛国等指控，被送到江苏盐城大丰农场劳改。
- 1955年，因陈赓求情获释。
- 文革时期再次入狱，受周恩来照顾出狱。
- 改革开放后受聘为外国历史研究所研究员，上海社科院法学研究所特邀研究员，中国国际文学研究员，华东师大历史系教授、顾问，上海市文史馆馆员。

- 1997年  在上海逝世[9][1]。

## 后代
孙辈：吴征